# Catholicité
 (novembre 2020).
Cet article traite de l'universalité de l'Église. Pour la religion des catholiques, voir l'article Catholicisme.
La catholicité – issu du terme latin catholicus, lui-même emprunté au grec καθολικός signifiant « général, universel » – désigne par son étymologie le caractère de ce qui est « universel », notamment, en théologie, l'« universalité de vocation ». Mais ce mot a d'autres sens.

## Significations

### Universalité de vocation
La « catholicité » - au sens d'« universalité » –- est une qualité revendiquée par nombre d'Églises chrétiennes, notamment parmi celles qui se réclament du symbole de Nicée, dans lequel elles participent des « quatre notes de l'Église » : une, sainte, catholique et apostolique.

### Conformité au catholicisme

#### Doctrine
Apparu en français au milieu du XVIe siècle, le terme, de nature didactique, désigne « la conformité à la doctrine catholique » et est resté d'un emploi rare tandis que « catholicisme », synonyme précédemment rare de « catholicité » est devenu d'usage courant depuis 1794 pour désigner l'Église catholique. La « catholicité » désigne alors la « conformité à la doctrine propre à l'Église catholique ».

#### Registres paroissiaux
Un acte de catholicité est un document attestant qu'une personne a reçu un sacrement,.
Les actes de baptême, mariage et décès sont généralement écrits dans un registre paroissial, tenant lieu d'état civil jusqu'à la révolution française.

### Appartenance au catholicisme
Par métonymie, le terme de catholicité peut désigner l'ensemble des fidèles de l'Église catholique.
Catholicité peut signifier également l'appartenance à l'Église, vue sous un angle administratif, ainsi le registre de catholicité ci-dessus.

## Le débat sur la catholicité
Depuis le XVIe siècle, un débat sur la catholicité a lieu à l'intérieur du monde catholique et, plus largement, au sein du christianisme. Il met en jeu plusieurs notions d'ordre théologique.

## L’universalité de l’Église

### Chez les Pères apostoliques
Le corpus des écrits des Pères apostoliques regroupe tous les plus anciens textes chrétiens ne figurant pas dans le Nouveau Testament. Ces neuf textes ont été écrits alors que se constituait le canon des écritures chrétiennes. Il y a ainsi un « tuilage » entre l’histoire rédactionnelle des textes du Nouveau Testament qui va des années 50 aux années 110 et celle des écrits des pères apostoliques. La Didachè a ainsi été écrite au Ier siècle en même temps que les évangiles tandis que la rédaction du Pasteur d’Ermas, qui a été copié dans certains manuscrit de Bibles chrétiennes, s’étend jusqu’aux années 150. D’un point de vue historique et scientifique, ces textes ont la même importance que ceux du Nouveau Testament pour la connaissance du christianisme ancien. Néanmoins, la constitution du canon qui a lieu dans le même temps et qui amena à distinguer les écrits apostoliques des textes du Nouveau Testament est elle aussi un fait historique dont il faut tenir compte. Sur un plan théologique, l’importance qu’il faut accorder à ces textes a été objet de divergences entre catholiques et protestants, les premiers estimant plus volontiers qu’ils sont à prendre en compte que les seconds. Outre ces divergences, un accord se fait autour de l’idée selon laquelle les écrits du Nouveau Testament comme ceux des pères apostoliques témoignent d’une certaine diversité de la tradition chrétienne dès ses commencements. 

#### Les premières mentions de l’Église
Une section de la Didaché (seconde moitié du Ier siècle) décrit une « eucharistie » dont les prières évoquent l'Église. Plutôt que de la messe, il s'agit, dans le sens premier du terme ευχαριστία (reconnaissance / remerciement), d'une liturgie du christianisme primitif pour « rendre grâce » à Dieu. Selon la description qu'en donne la Didaché, cette liturgie implique l'usage du pain et du vin. La prière sur le pain est une prière pour l'unité de l'Église. Son unité est décrite avec la métaphore de grains dispersés lorsqu'ils sont semés pour ensuite être assemblés en un seul pain : « Comme ce pain rompu, d'abord dispersé sur les montagnes, a été recueilli pour devenir un, qu'ainsi ton Église soit rassemblée des extrémités de la terre dans ton royaume ». Plus loin c'est encore de l'unité de l'Église dont il est question : « Souviens-toi Seigneur de ton Église, pour la préserver de tout mal, la rendre parfaite dans ton amour, et rassemble-la des quatre vents ». 
La première mention de l’expression « Église catholique » se trouve dans la lettre d’Ignace d'Antioche aux Smyrniotes, un écrit qui date au plus tôt de 107 au plus tard de 112, date de la mort de son auteur. On trouve aussi quatre fois le mot catholique dans le Martyre de Polycarpe. Ce récit est de quelques années postérieur à la lettre d’Ignace aux Smyrniotes, a été écrit dans la communauté de Smyrne en étant adressé de la façon suivante : « L’Église de Dieu qui séjourne à Smyrne à l’Église de Dieu qui séjourne à Philomélium et à toutes les communautés de la sainte Église catholique qui séjournent en tous lieux ».
Les plus anciennes attestations de l’expression Église catholique datent ainsi du début du IIe siècle. Il s’agit d’une date relativement tardive par rapport à l’histoire rédactionnelle des textes du Nouveau Testament, dans la mesure où c’est la fin de la période de rédaction des textes qui seront plus tard retenus dans les Bibles chrétiennes. En même temps, cette date est très précoce par rapport à l’histoire du christianisme, ces occurrences se trouvant dans les textes qui, outre ceux du Nouveau Testament, sont les plus anciens de la tradition chrétienne.

#### L’émergence de l’évêque dans les communautés
Les écrits d’Ignace témoignent de l’émergence de la figure de l’évêque dans l’Église syrienne, fonction qui va rapidement se généraliser à partir de la forme qu’elle prend dès la fin du Ier siècle dans les communautés chrétiennes de la partie orientale de l’Empire. Au même moment à Rome, l’Église reste dirigée de façon plus collégiale. Selon le témoignage qu’en donne la lettre de Clément aux corinthiens, Il y a Rome un ensemble de presbytres (anciens) et d’épiscopes (surveillants), peut-être y avait-il une figure de plus grande autorité ou un primus inter pares parmi eux mais la lettre de Clément n’en fait pas explicitement état. Néanmoins, l'auteur de la lettre, Clément lui-même, semble incontestablement avoir été une figure d'autorité dans cette communauté. Il évoque en outre dans cette lettre l'autorité et le respect dû à « celui qui fait entendre la parole de Dieu », c'est-à-dire un ministre de la parole ou celui qui prêche à la communauté : « Mon enfant, souvient toi jour et nuit de celui qui te fait entendre la parole de Dieu, et tu le vénéreras comme le Seigneur ; car là où sa souveraineté est annoncée, là le Seigneur est présent ». Ce propos trouve de nombreux échos chez Ignace notamment lorsqu'il écrit « Là où paraît l'évêque, que là soit la communauté, de même que là où est le Christ Jésus, là est l'Église catholique ». 

Ignace était évêque d'Antioche. Dans ses lettres il exprime qu'il se considérait comme « un homme auquel était confié le devoir de l'unité ». L'unité au service de laquelle entendait se mettre Ignace est avant tout celle de Dieu, tandis que l'unité à réaliser sur terre par les chrétiens se conçoit chez Ignace comme l'image de l'unité de Dieu. L'unité qui se réalise avec l'évêque entre les membres de la communauté, est aussi une unité ou une harmonie que chacun doit trouver en lui-même : 

« Aussi convient-il de marcher d'accord avec la pensée de votre évêque, ce que d'ailleurs vous faites. Votre presbyterium justement réputé, digne de Dieu, est accordé à l'évêque comme les cordes de la cithare ; ainsi dans l'accord de vos sentiments et l'harmonie de votre charité, vous chantez Jésus-Christ. Que chacun de vous aussi, vous deveniez un chœur, afin que dans l'harmonie de votre accord, prenant le ton de Dieu dans l'unité, vous chantiez d'une seule voix par Jésus-Christ un hymne au Père, afin qu'il vous écoute et qu'il vous reconnaisse, par vos bonnes œuvres, comme les membres de son Fils. Il est donc utile pour vous d'être dans une inséparable unité, afin de participer toujours à Dieu »

— Ignace d'Antioche, Lettre aux Éphésiens, VI, 1-2.

### Dans l’apologétique chrétienne

#### Tradition grecque et latine
Jusqu'au milieu du IIe siècle les communautés chrétiennes sont presque exclusivement de langue grecque, non seulement parce qu'elles sont principalement présentes dans la partie orientale de l'Empire, mais aussi parce que le grec est parlé dans tout l'Empire. Ainsi, les premières communautés chrétiennes se trouvant dans la partie occidentale de l'Empire, non seulement à Rome mais aussi jusqu'à Lyon ou Vienne en Gaule, ont longtemps été de langue grecque. Les textes du Nouveau testament et ceux des Pères apostoliques sont intégralement et exclusivement rédigés en grec.
Les écrits de Tertullien, qui vivait en Afrique du Nord, sont l'une des toutes premières tentatives de formulation du christianisme en latin. Il est ainsi le premier à avoir employé nombre de mots et de catégories qui resterons ceux avec lesquels la foi chrétienne sera exprimée dans la tradition latine, notamment ce qui concerne la doctrine de la Trinité ou celle de la double nature du Christ, vrai Dieu vrai homme. Il compare souvent l'Église à une Mère. Néanmoins ses exigences d'un comportement toujours héroïque du chrétien, son goût pour la polémique voire sa rigidité et son intolérance l'ont conduit à s'isoler. Il a progressivement abandonné la communion avec l'Église pour rejoindre les montanistes.

#### Cyprien de Carthage

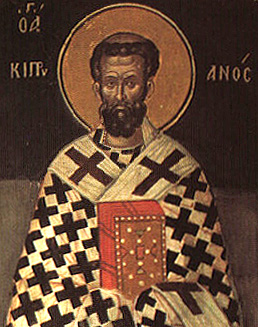
Icône orthodoxe de Cyprien de Carthage.

Cyprien de Carthage, écrivant en latin, a laissé une œuvre qui n'est pas trop spéculative, plutôt destinée à l'édification morale de la communauté dont il était l'évêque. Prêchant sur l'Église, il distingue « l'Église visible, hiérarchique, et l'Église invisible, mystique » tout en affirmant que l'Église est une, fondée sur Pierre. En ce sens Cyprien écrit « celui qui abandonne la chaire de Pierre, sur laquelle l'Église est fondée, se donne l'illusion de rester dans l'Église ». Pour Cyprien, le ministère de Pierre est celui de chaque évêque, et ces évêques ont le devoir absolu de maintenir l'unité entre eux, de même que les apôtres étaient unis en se rapportant à Pierre, le premier d'entre eux. Dans L'unité de l'Église catholique, Cyprien donne de nombreuses images pour exprimer cette unité dans laquelle chaque partie possède la plénitude du tout dans la mesure où elle lui est unie : 

« Cette unité nous devons la retenir, la revendiquer fermement, nous autres surtout, les évêques, qui présidons dans l'Église, afin de prouver que l'épiscopat est également un et indivisible. Que nul ne trompe par ses mensonges l'ensemble des frères, que nul ne corrompe la vérité de la foi par une prévarication impie ! La dignité épiscopale est une, et chaque évêque en possède une parcelle sans division du tout, et il n'y a qu'une Église qui, par sa fécondité toujours croissante, embrasse une multitude toujours plus ample. Le soleil envoie beaucoup de rayons, mais sa source lumineuse est unique, l'arbre se divise en beaucoup de branches, mais il n'a qu'un tronc vigoureux, appuyé sur des racines tenaces, d'une source découlent bien des ruisseaux, cette multiplicité ne s'épanche, semble-t-il, que grâce à la surabondance de ses eaux, et pourtant tout se ramène à une origine unique. Séparez un rayon solaire de la masse du soleil, l'unité de la lumière ne comporte pas un tel fractionnement. Arrachez une branche à un arbre : le rameau brisé ne pourra plus germer. Coupez un ruisseau de sa source, l'élément tronqué tarit. Il en va de même de l'Église du Seigneur : elle diffuse dans l'univers entier les rayons de sa lumière, mais une est la lumière qui se répand ainsi partout, l'unité du corps ne se morcelle pas. Elle étend sur toute la terre ses rameaux d'une puissante vitalité, elle épanche au loin ses eaux surabondantes. Il n'y a cependant qu'une seule source, qu'une seule origine, qu'une seule mère, riche des réussites successives de sa fécondité. C'est elle qui nous engendre, c'est son lait qui nous nourrit, c'est son esprit qui nous anime. »

— Cyprien de Carthage, De l'unité de l'Église catholique, V.
Cyprien est l'auteur d'une phrase devenue célèbre et qui fit l'objet de nombreuses interprétations pas toujours concordantes par la suite : « en dehors de l'Église, pas de salut ». Dans les débats sur le sens dans lequel il faut comprendre cet adage devenu une formule dogmatique, c'est-à-dire un article de foi définie, les interprétations oscilleront entre l'idée selon laquelle l'Église est nécessaire au salut de tous, même de ceux qui ne sont pas baptisés, et celle beaucoup plus restrictive selon laquelle celui qui n'est pas baptisé dans l'Église catholique en communion avec le successeur de Pierre et y demeure jusqu'à sa mort ne peut être sauvé. Bien que dans les écrits de Cyprien « Il n'y a aucun exemple où celui-ci applique explicitement sa sentence, « Pas de salut hors de l'Église » à la majorité des personnes qui étaient encore des païens à son époque », cette question alors envisagée comme celle du « salut des infidèles », suscita un vif débat au XXe siècle. Un jésuite américain, Leonard Feeney, qui tenait à la compréhension la plus restrictive de l'adage, fut sommé en 1949 par la Congrégation pour la doctrine de la foi de revoir sa position. Rome défendait que l'adage de Cyprien devait être compris dans les limites que lui imposaient d'autres principes dogmatiques. L'un de ces principes est le baptême de vœu, à savoir qu'il est possible que quelqu'un ne soit pas baptisé parce qu'il n'a pas la possibilité de l'être : dans la mesure où, malgré ce qui l'empêche d'être baptisé, ses intentions correspondent à ce qu'est véritablement le baptême, alors il doit être considéré comme étant baptisé au moment de sa mort. D'autre part, l'Église catholique considère que les baptisés sont sauvés par la foi qui les incite à faire de bonnes œuvres tandis que les non-chrétiens sont sauvés par les œuvres qu'ils font en obéissant à leur conscience qui les incite à toujours faire ce qui est bien. Il est possible que parmi les non-baptisés, certains aient une connaissance erronée de ce qu'est le christianisme, et refusent de se faire baptiser parce qu'ils considèrent que c'est mal. Dans ce cas, même si du point de vue de l'Église la connaissance qu'ils ont du baptême n'est pas juste, ces non baptisés font tout de même ce qu'il faut pour leur salut en refusant le baptême, dans la mesure où ils obéissent ainsi à leur conscience qui leur indique de faire ce qui est bien. Leonard Feeney refusait quant à lui de revoir sa position, maintenant une compréhension stricte et restrictive de l'adage « hors de l'Église point de salut », il fut finalement excommunié par Pie XII en 1953.

#### L’universalité de la voie chrétienne chez Augustin
Pour Augustin d'Hippone, le christianisme est absolument universel, tandis que l’Église ne peut se renfermer sur un peuple ou un territoire donné. Augustin s’est ainsi battu autant contre ceux qui, tel le philosophe Porphyre, estimaient qu’il n’y avait pas de sagesse ou de philosophie universelle, que contre ceux qui tels les donatistes ont pensé le christianisme comme la sagesse particulière d’une communauté ou d’un nombre limité d’individu. Pour Augustin, il existe une « voie universelle » : 

« Voilà cette religion qui nous ouvre la voie universelle de la délivrance de l'âme, voie unique, voie vraiment royale, par où on arrive à un royaume qui n'est pas chancelant comme ceux d'ici-bas, mais qui est appuyé sur le fondement inébranlable de l'éternité. Et quand Porphyre […] déclare que, même dans la philosophie la plus vraie, il ne trouve pas la voie universelle de la délivrance de l'âme, il montre assez l'une de ces deux choses ou que la philosophie dont il faisait profession n'était pas la plus vraie, ou qu'elle ne fournissait pas cette voie. […] Quelle est donc cette voie universelle de la délivrance de l'âme dont parle Porphyre, et qui, selon lui, ne se trouve nulle part […] quelle est cette voie universelle, sinon celle qui n'est point particulière à une nation, mais qui a été divinement ouverte à tous les peuples du monde? […] Voilà donc la voie universelle de la délivrance de l'âme ouverte à tous les peuples de l'univers par la miséricorde divine, […], la voie universelle de la délivrance de tous les croyants, qui fut ainsi annoncée par le ciel au fidèle Abraham : « Toutes les nations seront bénies en votre semence ». […] La voilà cette voie universelle dont le Prophète a dit: « Que Dieu ait pitié de nous et qu'il nous bénisse ; qu'il fasse luire sur nous-la lumière de son visage, et qu'il nous soit miséricordieux, afin que nous connaissions votre voie sur la terre et le salut que vous envoyez à toutes les nations». Voilà pourquoi le Sauveur, qui prit chair si longtemps après de la semence d'Abraham, a dit de soi-même: « Je suis la voie, la vérité et la vie ». C'est encore cette voie universelle dont un autre prophète a parlé en ces termes, tant de siècles auparavant: « Aux derniers temps, la montagne de  la maison du Seigneur paraîtra sur le sommet des montagnes et sera élevée par-dessus toutes les collines. Tous les peuples y viendront, et les nations y accourront et diront: Venez, montons sur la montagne du Seigneur et dans la maison du Dieu de  Jacob ; il nous enseignera sa voie et nous marcherons dans ses sentiers; car la loi sortira de Sion, et la parole du Seigneur, de Jérusalem ». Cette voie donc n'est pas pour un seul peuple, mais pour toutes les nations ; et la loi et la parole du Seigneur ne sont pas demeurées dans Sion et dans Jérusalem; mais elles en sont sorties pour se répandre par tout l'univers. »

### Les développements de la question de la primauté

#### Vatican I
Avec le premier concile œcuménique du Vatican l'affirmation de la souveraineté du pape sur l'Église a culminé. Ceux qui parmi les catholiques ont refusé les dogmes promulgués à cette époque ont déclaré constater la vacance du siège pontifical et se sont constitués en Églises autocéphales ou autonomes appelées Églises vieille-catholiques. Le dogme de l'infaillibilité pontificale et la juridiction universelle du pape sur l'Église ont aussi été jugées inacceptables par les orthodoxes dans la mesure où cela placerait le pape « au-dessus » du concile et de l'Église, c'est-à-dire finalement hors d'elle. Dans les débats qui ont suivi le concile Vatican I, des explications ont été données par le pape pour nuancer l’interprétation et l'intention des dogmes qui furent proclamés affirmant qu'elle devaient être comprises dans les strictes limites de ce qu'autorise la tradition de l’Église. 

Pour les orthodoxes la primauté de l’Église de Rome se conçoit, non pas en termes de monarchie pontificale tel que cela s'est imposé dans le second millénaire et a culminé en 1870, mais en fonction de ce qu'était la primauté dans le premier millénaire. Il s'agit en premier lieu d'une primauté à l'Église de Rome dont le pape est l'évêque et non pas d'une primauté qui revient personnellement au pape dont le rôle et la singularité n'ont cessé de se renforcer au cours du second millénaire. À ce sujet, Benoit XVI écrit, alors qu'il envisage le rétablissement de la communion avec les orthodoxes : « Rome ne doit pas exiger de l'Orient, au sujet de la primauté, plus que ce qui a été formulé et vécu durant le premier millénaire. [...] l'union pourrait se réaliser ici sur la base suivante : d'un côté l'Orient renonce à combattre comme hérétique l'évolution réalisée en Occident durant le deuxième millénaire, et accepte l’Église catholique comme légitime et orthodoxe dans la forme qu'elle a prise au cours de cette évolution, et de son côté l'Occident reconnait l’Église d'Orient comme orthodoxe et légitime dans la forme qu'elle a conservée. Bien entendu, un tel acte d'acceptation et de reconnaissance mutuelle dans la catholicité commune jamais perdue n'est pas une affaire facile ».